# 비밀과 거짓말 (오스트레일리아의 드라마)
《비밀과 거짓말》(영어: Secrets and Lies)은 2014년 방영된 드라마이다.